# Alt Empordà
Alt Empordà ("Upper Empordà") là một comarca (hạt) ở Catalonia, Tây Ban Nha.

## Các đô thị
Dân số năm 2001.
- Agullana - 668
- Albanyà - 99
- L'Armentera - 742
- Avinyonet de Puigventós - 874
- Biure - 233
- Boadella d'Empordà - 215
- Borrassà - 547
- Bàscara - 809
- Cabanelles - 225
- Cabanes - 759
- Cadaqués - 2.024
- Cantallops - 258
- Capmany - 490
- Castelló d'Empúries - 5.896
- Cistella - 243
- Colera - 502
- Darnius - 514
- L'Escala - 5.823
- Espolla - 369
- El Far d'Empordà - 387
- Figueres - 33.064
- Fortià - 524
- Garriguella - 722
- Garrigàs - 310
- La Jonquera - 2.636
- Lladó - 507
- Llançà - 3.890
- Llers - 1.012
- Masarac - 241
- Maçanet de Cabrenys - 666
- Mollet de Peralada - 183
- Navata - 741
- Ordis - 342
- Palau de Santa Eulàlia - 80
- Palau-saverdera - 852
- Pau - 423
- Pedret i Marzà - 142
- Peralada - 1.367
- Pont de Molins - 438
- Pontós - 223
- El Port de la Selva - 760
- Portbou - 1.398
- Rabós - 166
- Riumors - 194
- Roses - 12.726
- Sant Climent Sescebes - 408
- Sant Llorenç de la Muga - 185
- Sant Miquel de Fluvià - 621
- Sant Mori - 141
- Sant Pere Pescador - 1.425
- Santa Llogaia d'Àlguema - 311
- Saus - 686
- La Selva de Mar - 197
- Siurana - 167
- Terrades - 210
- Torroella de Fluvià - 399
- La Vajol - 93
- Ventalló - 619
- Vila-sacra - 405
- Vilabertran - 783
- Viladamat - 385
- Vilafant - 4.303
- Vilajuïga - 982
- Vilamacolum - 263
- Vilamalla - 880
- Vilamaniscle - 142
- Vilanant - 317
- Vilaür - 115